# Монастырь Святой Параскевы (Домависти)
Монастырь Святой Параскевы (греч. Ιερά Μονή Αγίας Παρασκευής Δομαβιστίου) — православный мужской монастырь Сисанийской и Сьятистской митрополии Элладской православной церкви, расположенный в бывшей деревне Фламурья (Домависти) в Македонии в Греции.

## История
Предположительно, монастырь возник в начале XIII века, а первое документальное свидетельство о нём относится к 1362 году.
Вероятно, первый храм был разрушен и восстановлен в XVI веке (одна из икон в церкви датируется 1329 годом). Церковь представляет собой базилику. Фресковая живопись выполнена в начале XVII века мастерами из Линотопи. К тому же времени относится и деревянный резной позолоченный иконостас, изготовленный мастерами из Эпира.
С 1800 по 1840 год монастырь разграблялся четыре раза.
27 ноября 1944 года немецкие оккупационные силы захватили монастырь и сожгли все здания за исключением церкви.
В 1950-х годах монастырь оставался заброшенным, а богослужения эпизодически совершались в возрождённом кафоликоне.
В 2001 году, благодаря усилиям митрополита Сисанийского Антония (Комбоса), монастырь был возрождён в качестве действуйющей обители.